# Summer World University Games 2031
Die FISU Summer World University Games 2031 (zu deutsch Welt-Universitätsspiele 2031) sind die 36. Sommer-Welthochschulspiele und finden voraussichtlich im Jahr 2031 statt. Bislang wurde noch kein Bewerbungsverfahren zur Ausrichtung bekanntgegeben. Die ausrichtende internationale Universitätssport-Föderation FISU und der Hochschulsportverband der Vereinigten Arabischen Emirate sind im Austausch über eine mögliche Bewerbung des Golfstaats. Zu den Spielen 2025 und 2027 gab es bei Bewerbungen für die Universiaden nur eine Kandidatur.